# Hipposideros gigas
Hipposideros gigas (Wagner, 1845) è un pipistrello della famiglia degli Ipposideridi diffuso nell'Africa subsahariana.

## Descrizione

### Dimensioni
Pipistrello di grandi dimensioni, con la lunghezza totale tra 123 e 175 mm, la lunghezza dell'avambraccio tra 95 e 124 mm, la lunghezza della coda tra 25 e 50 mm, la lunghezza del piede tra 19 e 27 mm, la lunghezza delle orecchie tra 24 e 36 mm, un'apertura alare fino a 61,1 cm e un peso fino a 138 g. È il microchirottero africano più grande.

### Aspetto
La pelliccia è corta e leggermente lanosa. Le parti dorsali variano dal marrone al marrone scuro, più brizzolate sulla nuca e più chiare sulla testa, le ascelle sono bianche, mentre le parti ventrali sono grigie o marroni chiare. È presente una fase completamente arancione. Le orecchie sono relativamente corte, triangolari e con l'estremità appuntita. La foglia nasale presenta una porzione anteriore priva di incavo centrale e con 3-4 fogliette supplementari su ogni lato, un setto nasale non rigonfio, una porzione posteriore elevata e con tre setti verticali poco sviluppati. È presente una sacca frontale in entrambi i sessi. Le membrane alari sono marroni. La coda è lunga e si estende leggermente oltre l'ampio uropatagio. Il primo premolare superiore è piccolo e situato fuori la linea alveolare.

### Ecolocazione
Emette ultrasuoni ad alto ciclo di lavoro con impulsi a frequenza costante di 51–56 kHz.

## Biologia

### Comportamento
Si rifugia in gruppi di 50-400 individui all'interno di grotte o grosse cavità degli alberi, oppure solitariamente nel denso fogliame. Non entra in bernazione ma accumula grasso alla fine della prima stagione delle piogge.

### Alimentazione
Si nutre di grossi insetti come coleotteri ed ortotteri.

### Riproduzione
Danno alla luce un piccolo alla volta nel mese di ottobre. Gli accoppiamenti avvengono in maggio. La crescita è rapida e possono volare già dopo 30-35 giorni, raggiungere le dimensioni adulte dopo circa due mesi e la maturità sessuale dopo due anni.

## Distribuzione e habitat
Questa specie è diffusa nel Senegal meridionale, Gambia, Guinea-Bissau, Guinea meridionale, Liberia, Sierra Leone orientale, Costa d'Avorio, Ghana, Togo, Benin, Nigeria, Rio Muni e Bioko, Camerun, Repubblica Centrafricana, Gabon, Repubblica del Congo, Repubblica Democratica del Congo, Kenya sud-orientale, Tanzania e Angola centro-occidentale.
Vive nelle foreste pluviali, foreste costiere e savane alberate umide.

## Conservazione
La IUCN Red List, considerato il vasto areale e la popolazione presumibilmente numerosa, classifica H.gigas come specie a rischio minimo (Least Concern)).